# Râul Ivan, Valea Crișului
Râul Ivan este un curs de apă afluent al râului Valea Crișului. 

## Hărți
- Harta județului Covasna
- Harta Munții Bodoc-Baraolt  Arhivat în 29 ianuarie 2014, la Wayback Machine.